# Fubine
Fubine je italská obec v provincii Alessandria v oblasti Piemont.
K 31. prosinci 2010 zde žilo 1 679 obyvatel.

## Sousední obce
Altavilla Monferrato, Cuccaro Monferrato, Felizzano, Quargnento, Vignale Monferrato